# Loon-Plage
Loon-Plage là một xã ở trong tỉnh Nord ở miền bắc nước Pháp. Xã này có diện tích 35,67 kilômét vuông, dân số năm 1999 là 6510 người. Xã nằm ở khu vực có độ cao trung bình 5 mét trên mực nước biển.